# Československý svaz fotbalový
Československý svaz fotbalový (ve zkratce ČSSF) byla organizace vzniklá roku 1919, kdy došlo na valné hromadě Českého fotbalového svazu v souvislosti se vznikem Československa ke změně jeho názvu. Jeho součástí byly veškeré české, slovenské a z Podkarpatské Rusi rusínské fotbalové kluby. Takto působil až do roku 1938, kdy vznikl Slovenský futbalový zväz a dosavadní Československý svaz fotbalový se vrátil ke svému původnímu názvu, tedy Český fotbalový svaz.
Po druhé světové válce se oba národní svazy sloučily do Československé asociace fotbalové (ČSAF). Tato asociace ovšem roku 1948 zanikla a postupně se po jejím začlenění do jiných organizací měnila i svůj název, a sice:
- 1948–1952 – odbor kopané Československé obce sokolské
- 1952–1957 – sekce kopané při SVTVS[p 1]
- 1957–1969 – ústřední sekce kopané ČSTV[p 2]
- 1968–1969 – Československý svaz fotbalový
- 1970–1974 – Československý fotbalový svaz

Název Československý fotbalový svaz byl roku 1975 změněn. Pro vnitrozemské užití se až do roku 1990 používalo fotbalový svaz ÚV ČSTV, avšak pro zahraničí se užíval název, pod nímž bylo Československo členem FIFA, a to Československý fotbalový svaz. Ten se navíc pro prezentaci vůči zahraničí používal navzdory všem změnám názvu organizace v Československu.

## Předsedové
- 1983 - 1990, Rudolf Kocek
- 1990 - 1992, Václav Jíra